# Praetorium II

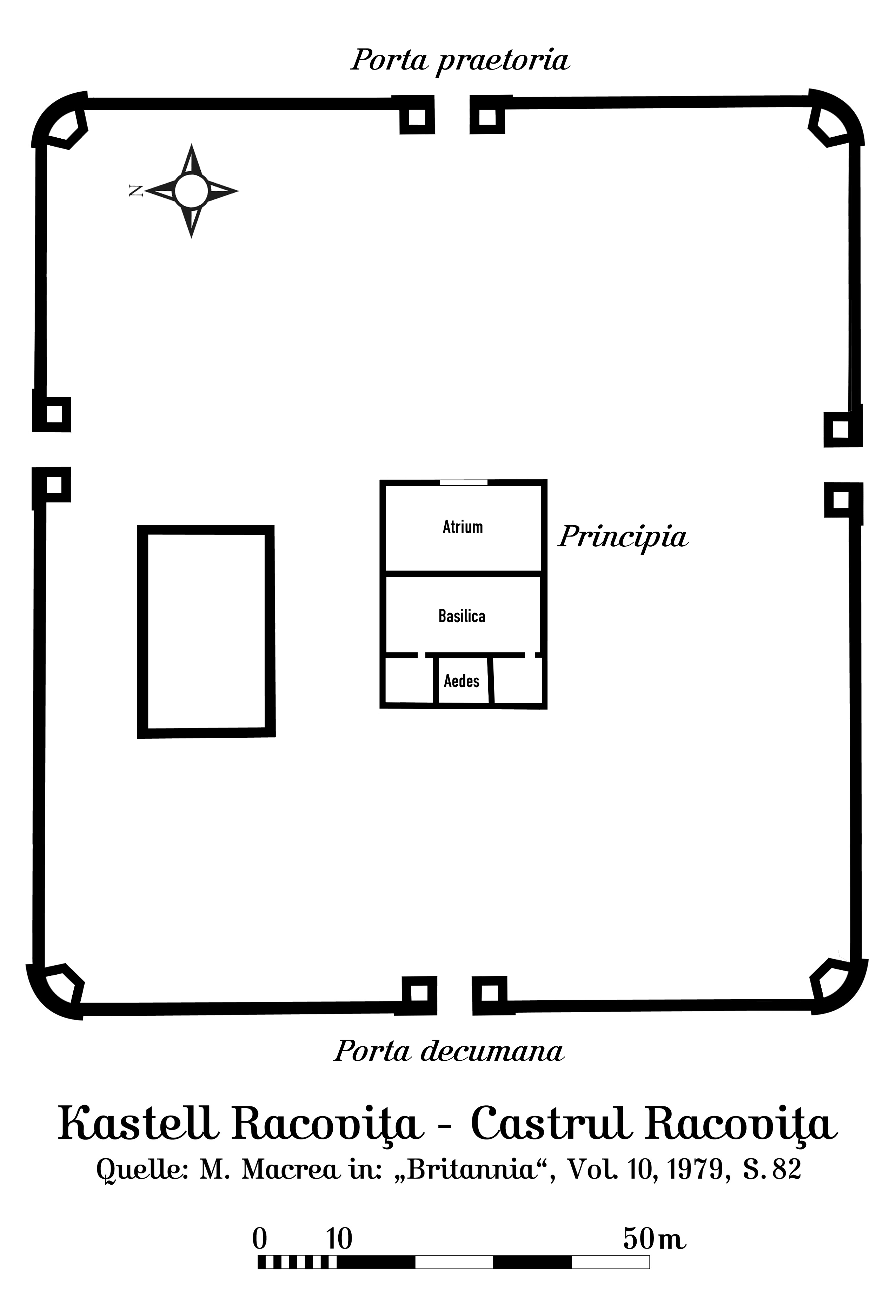
Grundriss des Kastells Praetorium II

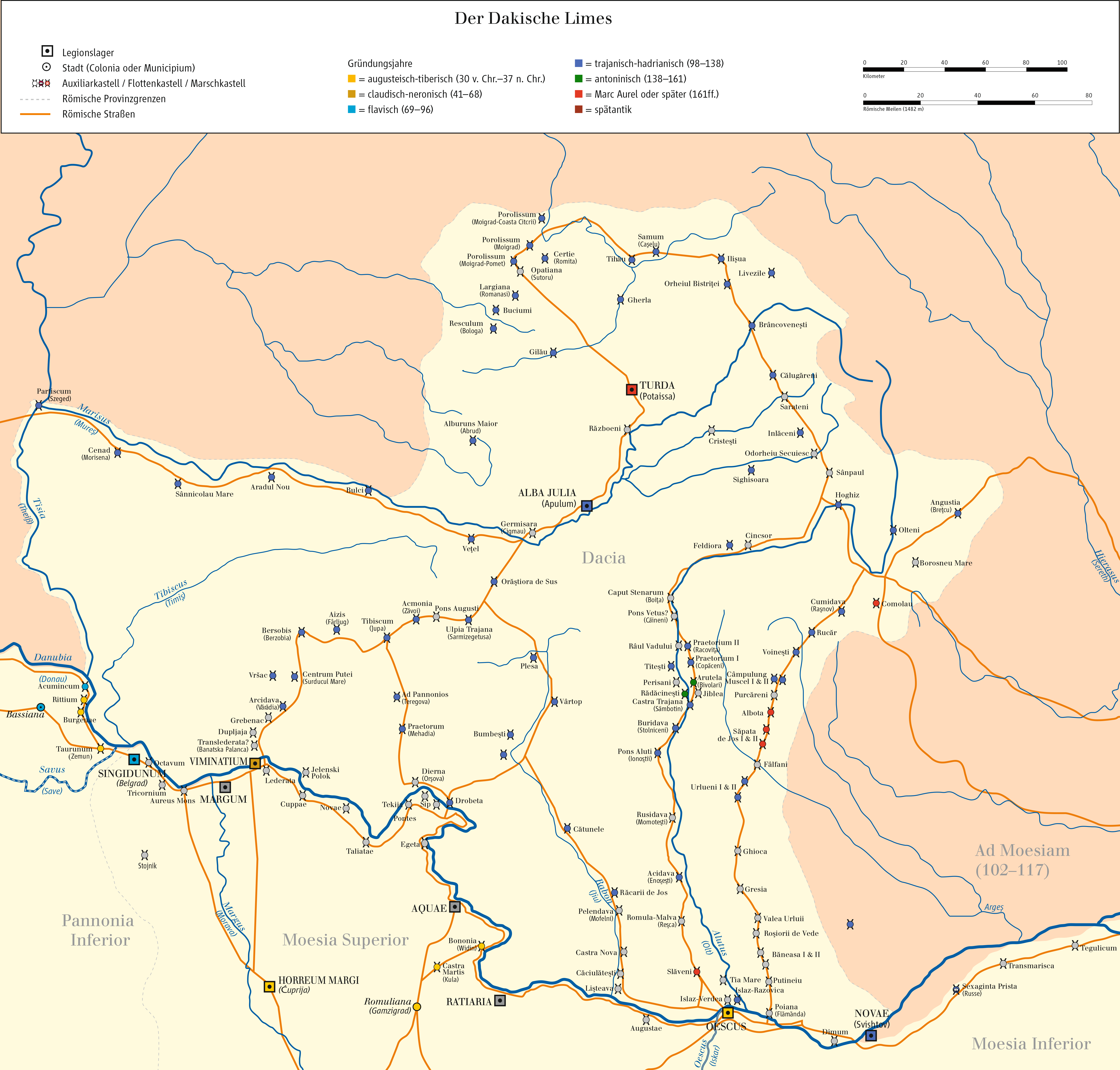
Praetorium II im Verlauf der dakischen Limites

Praetorium II, das Kastell Racovița, war ein römisches Hilfstruppenlager auf dem Gebiet der Gemeinde Racovița im Kreis Vâlcea in der rumänischen Region Kleine Walachei. In antiker Zeit war es Bestandteil des Limes Alutanus und gehörte administrativ zur Provinz Dacia inferior, später zur Dacia Malvensis. Gemeinsam mit insgesamt 277 Stätten des Dakischen Limes wurde das Kastell Praetorium II 2024 zum UNESCO-Weltkulturerbe erhoben.

## Lage
In antiker Zeit diente das Kastell dem Schutz der parallel des Olt verlaufenden römischen Fernstraße. Praetorium II befindet sich rund 500 m nördlich von Praetorium I. Im heutigen Siedlungsbild liegt das Bodendenkmal in der Flur Cetate (Festung) südwestlich des Dorfes Racovița, am östlichen Ufer des Flusses. Topographisch befindet es sich auf einem Hochplateau in dem Bereich, in dem der Bach Clocotici in den Olt einmündet. Die ehemalige Kastellumwehrung ist auf allen Seiten als deutlich wahrnehmbarer Erdwall im Gelände erhalten.

## Archäologische Befunde
Das Kastell wurde in den Jahren von 1976 bis 1979 unter der Leitung von Cristian M.  Vladescu und Gheorghe Poenaru-Bordea teilweise archäologisch untersucht. Dabei wurde eine einzige Steinbauphase festgestellt.
Das Steinkastell hatte einen rechteckigen Grundriss mit abgerundeten Ecken. Die Seitenmaße betrugen 106 m mal 118 m, so dass sich eine Gesamtfläche von 1,3 ha ergibt. Das Lager war mit seinen Seiten in die vier Himmelsrichtungen ausgerichtet, wobei die Praetorialfront (Vorderfront) nach Osten wies. Umwehrt war das Kastell mit einer 1,50 m mächtigen Mauer, die in der Technik des Opus incertum konstruiert worden war. Die Ecken der Mauer waren von Ecktürmen mit einem trapezförmigen, leicht nach außen vorspringendem Grundriss (7,55 m / 3,77 m / 3,85 m / 3,50 m) besetzt. An allen vier Seiten des Lagers befanden sich Tore mit einer Durchfahrtsbreite von 4,75 m. Die Tore waren von ebenfalls leicht vorspringenden Tortürmen mit einem rechteckigen Grundriss von jeweils 4,50 m mal 5,00 m flankiert.
Von der Innenbebauung konnten noch die Principia (Stabsgebäude) und ein Horreum (Speichergebäude) identifiziert werden. Die Principia befanden sich im Zentrum des Lagers und besaßen einen rechteckigen Grundriss von 21,00 m mal 28 m (= 588 m²), wovon 10,15 m mal 20,50 m (= 208,1 m²) auf das Atrium und 9,50 m mal 19,50 m (= 185,25 m²) auf die Basilika entfielen. Die Mauern besaßen eine Stärke von 0,80 m bis 0,85 m. Der Eingang war über sechs Meter breit. Der rückwärtige Bauteil bestand aus insgesamt drei Räumen, jeweils einem rechts und links des Fahnenheiligtums. Die Seitenlängen der nicht symmetrischen Aedes betrugen 6,10 m, 5,75 m, 6,35 m und 5,85 m, womit das Fahnenheiligtum eine Größe von annähernd 35 m² erreichte. Die flankierenden Räume besaßen einen quadratischen Grundriss mit einer Seitenlänge von 6,00 m. Im gesamten rückwärtigen Bereich betrug die Mauerstärke nur noch 0,70 m bis 0,75 m.
Ein großes Steingebäude 13 Meter nördlich der Principia mit den Abmessungen von 17,60 m mal 27,10 m (= 477 m²) und einer Mauerstärke von 1,14 m bis 1,40 m wurde als Horreum angesprochen. Felix Marcu stellt diese Interpretation in Frage, wobei er auf die untypische Anhäufung von Waffen- und Werkzeugfunden in diesem Bereich und das Fehlen von Stützpfeilern respektive -mauern verweist.

## Fundverbleib und Denkmalschutz
Die Aufbewahrung der Funde erfolgt im Muzeul National Milităr (Nationales Militärmuseum) in Bukarest.
Die gesamte archäologische Stätte steht nach dem 2001 verabschiedeten Gesetz Nr. 422/2001 als historisches Denkmal unter Schutz und ist mit dem LMI-Code VL-I-s-A-09564 in der nationalen Liste der historischen Monumente (Lista Monumentelor Istorice) eingetragen. Zuständig ist das Ministerium für Kultur und nationales Erbe (Ministerul Culturii și Patrimoniului Național), insbesondere das Generaldirektorat für nationales Kulturerbe, die Abteilung für bildende Kunst, die Nationale Kommission für historische Denkmäler sowie weitere, dem Ministerium untergeordnete Institutionen. Ungenehmigte Ausgrabungen sowie die Ausfuhr von antiken Gegenständen sind in Rumänien verboten.